# ニュージーランドにおけるイスラーム

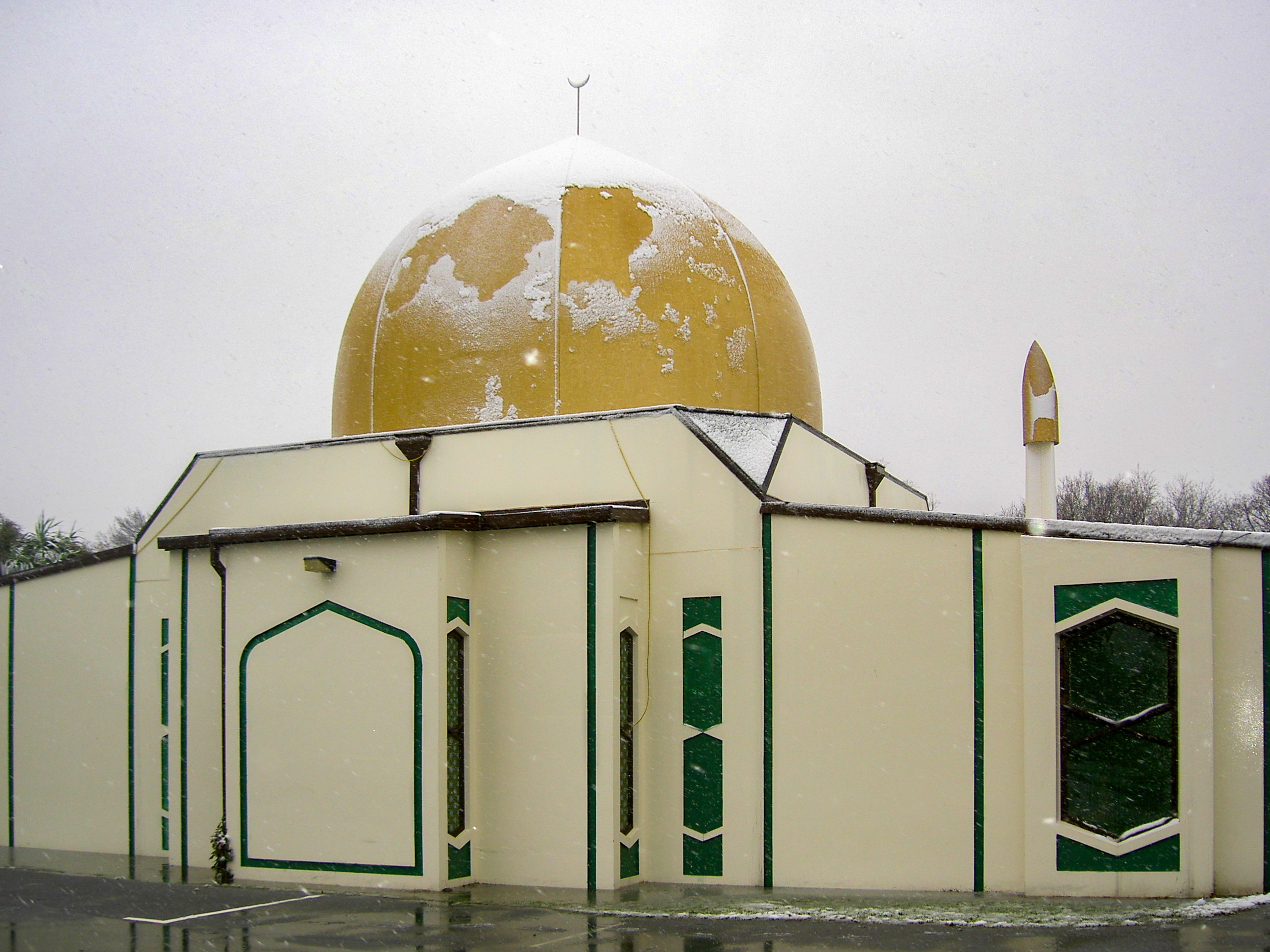
クライストチャーチにあるアルヌール・モスク

ニュージーランドにおけるイスラームは総人口の約1.3%を占める宗教である。1900年代初頭から1960年代にかけては南アジアや東ヨーロッパから少数のムスリムの移民があり、1970年代にはインド系フィジー人の、1990年代にかけては様々な紛争国からのムスリム移民があった。
現在、ニュージーランドにはいくつかのモスクと2つのイスラーム学校がある。また、最大の宗派はスンナ派であるが、シーア派とアフマディーヤ派も少数ながら見られる。

## 歴史

### 19世紀の移民
始めてニュージーランドの地にムスリムがやってきたのは19世紀にさかのぼる。最初のムスリムは1850年にクライストチャーチに移住したインド人一家である。また、1874年に政府は15人の中国人ムスリムがオタゴ地方の金鉱山で働いていると報告した。最初にニュージーランドに埋葬されたムスリムは1888年にダニーデンで死んだジャワ人の船乗りであるモハメド・ダンである。人類学者のエリック・コリッグは、この時期に東南アジアや南アジアから少数のムスリムがニュージーランドに移住したと推測している。

### 20世紀から21世紀の移民
1920年、ニュージーランドはアジアからの移民を制限する政策を採択した。ムスリム人口は第二次世界大戦の終結まで100人以下ほどで推移し、1945年には67人のムスリムが記録された。1951年、アルバニアやユーゴスラヴィアからやってきた60人以上のムスリムがニュージーランドのムスリム人口を205人にまで増加させた。
1961年から1971年にかけて、ムスリム人口は260から779に増加した。大規模なムスリム移民は1970年代のインド系フィジー人の到着に始まり、1990年代にはソマリア、ボスニアヘルツェゴビナ、アフガニスタン、コソボ、そしてイラクなどのムスリムが多い国々からの難民が増加した。また、イランからの移民も多く住んでいる。

## ニュージーランドのイスラーム社会
ニュージーランドにはいくつかのモスクとイスラミックセンター、2つのイスラーム学校がある。2つのイスラーム学校はオークランドに位置し、オークランドには15のモスクやイスラミックセンターがある。

### 組織
ニュージーランドイスラム連盟 (Federation of Islamic Association of New Zealand) がニュージーランドのムスリムコミュニティを代表する全国的な包括組織である。連盟は7つの地方イスラーム組織や国内のほとんどのモスク、イスラミックセンターと提携している。連盟は、アルバニア系移民であるモザー・クラスニキによって1979年にウェリントンで3つのイスラーム組織を合併して設立され、クラスニキはその功績をたたえられて2002年にニュージーランド政府から勲章が授与された。
その後に会長になったのは、後に国会議員も務めたアシュラフ・チャウドダリである。2008年、連盟はイスラーム啓発週間の一環として、ムスリムとより広いコミュニティの間の理解と関係を改善するためのニュージーランド人の貢献を認識するために、ハーモニーアワードを設立した。
連盟はニュージーランドムスリム協会、南オークランドムスリム協会、ワイカトムスリム協会、マナワツムスリム協会、ニュージーランド国際ムスリム協会、カンタベリムスリム協会、オタゴムスリム協会の7つの地方イスラーム組織を傘下に収めており、他にもオタゴ大学のムスリム学生協会やサウスランドムスリム協会なども傘下に収めている。

## 人口動態

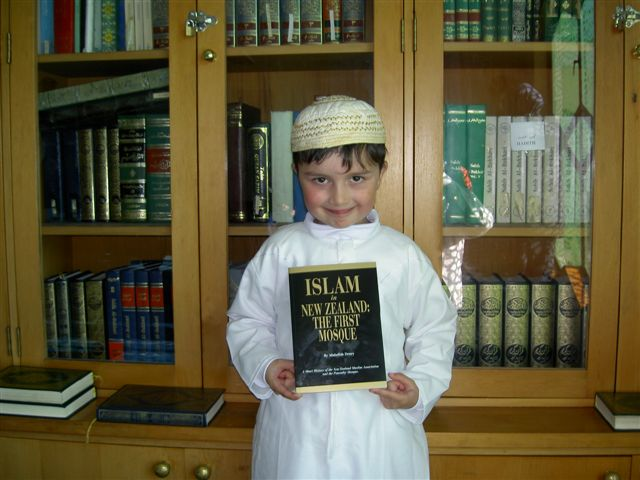
カンタベリ・モスクのムスリムの少年

ニュージーランドのムスリム人口は2018年の調査によると57,276人であり、46,149人だった2013年の調査と比べると24%増加している。ニュージーランドでの最大宗派はスンナ派であるが、オークランドなどではシーア派が多く見られ、近年、シーア派は公園でアーシューラーの儀式を行っている。1990年代半ばからマレーシアやシンガポールからのマレー系留学生が増加しており、大学都市のダニーデンなどではムスリムの割合が顕著に増加している。

### マオリ人ムスリム
イスラームはマオリの間で最も急速に増加している宗教である。1991年には99人だったマオリ人ムスリムは2001年には708人に増加している。2013年の調査ではさらに増加して1,083人となり、2018年には1,116人だった。

### 島嶼部ムスリム
ニュージーランド領の太平洋の島々に住む人々の間では2001年から2006年にかけてムスリムは15%増加した。2013年には1,536人だったムスリム人口は、2018年には1,866人になった。また、島嶼部のムスリムとしてはラグビー選手のソニー・ビル・ウィリアムズやオファ・トゥウンガファシなどがいる。

## 問題

### ムハンマド風刺画再掲載
2006年、ニュージーランドの2つの新聞が、イスラームの預言者であるムハンマドを描いて問題になったデンマークの漫画を掲載する決定をした。ニュージーランドのムスリムコミュニティは声明やオークランドでの小さな平和的な行進を通じて不快感を表明したが、新聞の編集者は、ムスリムを攻撃する意図はないが引き下がるつもりもないと述べた。首相のヘレン・クラークと野党である国民党党首のドン・ブラッシュは共同声明を発表し、ムスリムを深く不快にさせた漫画は評価されないが、そのような決定は政治家ではなく編集者が下すべきものであるとした。ムスリムの指導者と新聞の編集者は、人種関係局やウェリントンのユダヤ人とキリスト教徒の代表者と共に協議を行い、この協議の結果、編集者は、謝罪はしないが誠意を持って問題のある画像の再掲載は控えると述べた。ニュージーランドのムスリム指導者たちはニュージーランドイスラム連盟を通じて52か国のイスラーム諸国に対してニュージーランド製品のボイコットはしないように求める書簡を出した。

### 更なる論争
2016年、オークランドのマヌカウにあるモスクのイマームであり連盟のアドバイザーであるムハンマド・サヒーブは、右翼ブロガーのキャメロン・スレーターがYouTubeに投稿した一連の演説の中で、ユダヤ人、キリスト教徒、女性について攻撃的な発言をしたことで論争を招いた。サヒーブの発言は、連盟の会長やニュージーランドイスラム女性会議、人種関係局、エスニック・コミュニティ大臣のサム・ロトゥ・イイガ、ACT党のデイビッド・シーモア、ニュージーランド・ファースト党のウィンストン・ピーターズ、ニュージーランド・ユダヤ人評議会など、ニュージーランド社会の様々な人物やグループから非難された。これらを受けてサヒーブは連盟のアドバイザーを解任された。彼は後に人種差別の告発を否定し、自分の発言が文脈から外れているとする声明を発表した。

### クライストチャーチモスク銃乱射事件
2019年3月15日、白人至上主義のオーストラリア人テロリストが金曜礼拝が行われているクライストチャーチの2つのモスクを襲撃してアルヌールモスクで42人、リンウッドイスラミックセンターで9人の合計51人を殺害する事件が起きた。テロ事件から1週間後の金曜日、ニュージーランドではムスリムの呼びかけにより、全国的に黙祷が捧げられた。2分間の黙とうと礼拝が行われ、ジャシンダ・アーダーン首相を含むおよそ2万人の人々が参加し、それらはメディアを通じて生中継された。